# Couhaib Driouech
Couhaib Driouech (Heerenveen, 17 aprile 2002) è un calciatore olandese naturalizzato marocchino, attaccante del PSV.

## Caratteristiche tecniche
Attaccante molto versatile, può ricoprire i vari ruoli dietro una punta centrale dove grazie all'abilità nel dribbling negli spazi stretti riesce a trovare spesso la giocata decisiva. Giocatore molto dinamico ed in possesso di una buona accelerazione, viene paragonato a Zakaria Bakkali.

## Carriera

### Club
Nato in Olanda da una famiglia di origine marocchina, è entrato a far parte del settore giovanile dell'Heerenveen nel 2016, proveniente dall'IJVV Stormvogels. Nel 2020 è stato promosso in prima squadra, con cui ha debuttato in Eredivisie il 12 settembre, quando ha disputato da titolare l'incontro vinto 2-0 contro il Willem II.

### Nazionale
Ha giocato nella nazionale marocchina Under-23.

## Statistiche

### Presenze e reti nei club
Statistiche aggiornate al 1º febbraio 2025.
| Stagione         | Squadra          | Campionato       | Campionato | Campionato | Coppe nazionali | Coppe nazionali | Coppe nazionali | Coppe continentali | Coppe continentali | Coppe continentali | Altre coppe | Altre coppe | Altre coppe | Totale | Totale | Totale |
| Stagione         | Squadra          | Comp             | Pres       | Reti       | Comp            | Pres            | Reti            | Comp               | Pres               | Reti               | Comp        | Pres        | Reti        | Pres   | Reti   |        |
| ---------------- | ---------------- | ---------------- | ---------- | ---------- | --------------- | --------------- | --------------- | ------------------ | ------------------ | ------------------ | ----------- | ----------- | ----------- | ------ | ------ | ------ |
| 2020-2021        | Heerenveen       | E                | 5          | 0          | CO              | 0               | 0               | -                  | -                  | -                  | -           | -           | -           | 5      | 0      |        |
| 2021-2022        | Excelsior        | ED               | 26+5       | 3+2        | CO              | 2               | 0               | -                  | -                  | -                  | -           | -           | -           | 33     | 5      |        |
| 2022-2023        | Excelsior        | E                | 33         | 3          | CO              | 2               | 0               | -                  | -                  | -                  | -           | -           | -           | 35     | 3      |        |
| 2023-2024        | Excelsior        | E                | 26+4       | 6+2        | CO              | 3               | 0               | -                  | -                  | -                  | -           | -           | -           | 33     | 8      |        |
| Totale Excelsior | Totale Excelsior | Totale Excelsior | 85+9       | 12+4       |                 | 7               | 0               |                    | -                  | -                  |             | -           | -           | 101    | 16     |        |
| 2024-2025        | Jong PSV         | ED               | 1          | 1          | -               | -               | -               | -                  | -                  | -                  | -           | -           | -           | 1      | 1      |        |
| 2024-2025        | PSV              | E                | 10         | 2          | CO              | 0               | 0               | UCL                | 4                  | 1                  | SO          | 1           | 0           | 15     | 3      |        |
| Totale carriera  | Totale carriera  | Totale carriera  | 110        | 19         |                 | 7               | 0               |                    | 4                  | 1                  |             | 1           | 0           | 122    | 20     |        |

## Palmarès
- Campionato olandese: 1

PSV: 2024-2025
- Supercoppa dei Paesi Bassi: 1

PSV: 2025